# The Weatherman LP
Pour les articles homonymes, voir Weatherman.
Albums de Evidence
Yellow Tape Instrumentals
(2004) Red Tape Instrumentals
(2007)
Singles
1. Mr. Slow Flow
Sortie : 2 février 2007
2. All Said & Done
Sortie : 19 octobre 2007

The Weatherman LP est le premier album studio du rappeur Evidence, sorti le 20 mars 2007.
L'album s'est classé 18e au Top Heatseekers  et 42e au Top Independent Albums.

## Liste des titres
| No  | Titre                                                  | Contient un (des) sample(s) de | Durée |
| --- | ------------------------------------------------------ | --- | ----- |
| 1.  | I Know (featuring Noelle Scaggs)                       | Bermuda Triangle de Tash Back Again des Dilated Peoples Vibes and Stuff de A Tribe Called Quest The Last Line of Defense des Dilated Peoples | 3:53  |
| 2.  | Weather Report 1                                       | | 0:34  |
| 3.  | Mr. Slow Flow                                          | A Million and One Questions (DJ Premier remix) de Jay-Z Strictly Snappin' Necks d'EPMD | 4:02  |
| 4.  | Letyourselfgo (featuring The Alchemist et Phonte)      | | 3:22  |
| 5.  | Down in New York City                                  | I Like It (I Wanna Be Where You Are) de Grand Puba Worldwide de Royal Flush | 4:31  |
| 6.  | A Moment in Time (featuring Planet Asia)               | The Way We Were (Try to Remember) de Gladys Knight & the Pips Quiet Storm de Mobb Deep The 6th Sense de Common Dilated Agents de Planet Asia | 4:47  |
| 7.  | Look for the Evidence (Interlude)                      | | 0:26  |
| 8.  | All Said & Done (featuring Kobe)                       | Child of Vision de Supertramp | 4:40  |
| 9.  | Weather Report 2                                       | | 0:31  |
| 10. | Perfect Storm (featuring Madchild et Rakaa Iriscience) | To the Sky de Nautilus | 4:50  |
| 11. | Chase the Clouds Away (featuring Kamilah)              | Wish I Had You de The Smith Connection It's Yours de T La Rock & Jazzy Jay | 3:58  |
| 12. | NC to CA (featuring Big Pooh, Defari et Joe Scudda)    | The Chambers of 32 Doors de Genesis | 4:32  |
| 13. | Evidence Is Everywhere                                 | Drive Slow de Kanye West It Gets No Rougher de LL Cool J The Saga Begins de Rakim Third Degree des Dilated Peoples The Real Weight de No I.D. Pack Up (Remix) de Lyrics Born Dope Man de Jay-Z Say It Twice de Defari Get Active de Planet Asia Grin and Bear It de LMNO Another Sound Mission des Dilated Peoples | 2:31  |
| 14. | Things You Do                                          | Coz I Luv You de Slade | 3:24  |
| 15. | Biggest Belgium Fan (Interlude)                        | | 0:43  |
| 16. | Hot & Cold (featuring The Alchemist)                   | It Ain't Hard to Tell de Nas Scream de The LOX I'm Your Pusher d'Ice-T | 4:25  |
| 17. | Line of Scrimmage (featuring Slug)                     | | 4:32  |
| 18. | Believe in Me (featuring Res)                          | You Gotta Believe de Rose Royce | 4:38  |
| 19. | Born in LA (featuring Chace Infinite et Sick Jacken)   | Caffeine des Dilated Peoples | 4:35  |
| 20. | Weather Report 3                                       | | 0:38  |
| 21. | I Still Love You                                       | | 3:43  |